# Mento (genere musicale)
Il mento è un genere di musica popolare giamaicana che precede e influenza fortemente lo ska ed il reggae. Tipicamente il Mento utilizza strumenti acustici, come la chitarra acustica, il banjo, le percussioni e la kalimba. La parte del basso è svolta dalla kalimba.
Questo genere musicale è spesso confuso con il calypso, un genere originario di Trinidad e Tobago, anche se possono esservi similitudini tra i generi essi rimangono molto distinti. La principale differenza nasce dal fatto che la Giamaica non ha avuto l'influenza della lingua spagnola presente invece nelle altre isole caraibiche.
Il mento si basa sulle tradizioni musicali portate nell'isola dagli schiavi africani. Sono forti anche le influenze della musica europea, visto che gli schiavi potevano suonare solo per diletto dei loro padroni. I testi delle canzoni Mento parlano della vita di tutti i giorni vista in modo ironico, trattando argomenti come la povertà, le cattive condizioni di vita e altri temi sociali. Spesso erano anche presenti riferimenti sessuali, che sono stati visti da molti come inizio per l'attuale fiacchezza di contenuti della musica dancehall.
Gli anni migliori per il mento sono stati gli anni cinquanta, grazie ai dischi stampati da Stanley Motta, Ivan Chin e Ken Khouri, che hanno portato il genere all'attenzione di un pubblico molto ampio. Negli anni sessanta è stato sostituito dallo ska e dal reggae, anche se viene ancora suonato in alcune aree frequentate dai turisti. È ritornato in voga tra la fine degli anni ottanta e l'inizio degli anni novanta quando i Jolly Boys hanno registrato quattro dischi per le etichette First Warning Records/Rykodisc e hanno fatto un tour con numerose date anche negli Stati Uniti.